# Maggie Shayne
Maggie Shayne (född Margaret Benson) är en amerikansk författare som skrivit fler än 40 böcker. Shayne skriver kärleksromaner och science fiction och har vunnit flera priser. Hon är även aktiv inom wiccarörelsen och är översteprästinna (High Priestess) i den grupp (coven) hon startade.

### Vingslag i Natten
i kronologisk ordning:
1. Nattens själ
2. Nattens minnen
3. Gryningstimmar
4. Beyond Twilight (novell)
5. Innan dagen gryr
6. Vandraren (novell)
7. Mörkrets beröring
8. Run from Twilight (novell)
9. Nattens barn
10. När dagen randas
11. Before Blue Twilight Blå gryning (essä)
12. Blå gryning
13. Prince of Twilight
14. Demon's Kiss
15. Lovers Bite
16. Angel's Pain
17. Blodslinjen
18. Twilight Prophecy, maj 2011
19. Twilight Fulfilled, oktober 2011

### Romantic Suspense[1]
i kronologisk ordning
1. The Gingerbread Man, 2001
2. Thicker Than Water, 2003
3. Colder Than Ice,  2004
4. Darker Than Midnight, 2005
5. Killing Me Softly, juli 2010
6. Kill Me Again, augusti 2010
7. Kiss Me, Kill Me, september 2010

### The Texas Brand[2]
i kronologisk ordning
1. The Littlest Cowboy, juni 1996
2. The Baddest Virgin in Texas, juni 1997
3. Badlands Bad Boy, september 1998
4. The Husband She Couldn't Remember, maj 1998
5. That Mysterious Texas Brand Man, december 1998
6. The Baddest Bride in Texas, februari 1999
7. The Outlaw Bride, november 1999
8. Angel Meets the Bad Man, april 2000
9. The Homecoming, juni 2001
10. The Texas Brand, december 2002 (nyutgåva av bok 2-4)

### The Oklahoma All-Girls Brands
i kronologisk ordning
1. The Brands Who Came for Christmas, november 2000
2. Brand New HEartache, december 2001
3. Secret and Lies, december 2002
4. Stranger in Town, september 2004
5. Feels Like Home, december 2005
6. Dangerous Lover, december 2006
7. Secret and Lies, juni 2008 (nyutgåva i "the Safe Haven" serien)
8. The Brands Who Came for Christmas november 2008 (nyutgåva)

### The Witches
i kronologisk ordning
1. Everything She Does Is Magick i Bewitched, oktober 1997
2. Musketeer By Moonlight i Moonglow, oktober 1998
3. Eternity, december 1998
4. Infinity, augusti 1999
5. Destiny, februari 2001
6. Witch Moon Rising, Witch Moon Waning, maj 2001
7. Immortality i Out of This World, januari 2002
8. Anytown U.S.A. i Words of the Witches, augusti 2002
9. Witch Moon Rising, Witch Moon Waning, augusti 2004 (nyutgåva)
10. Immortality, september 2005 (nyutgåva)
11. Eternal Love (innehåller Eternity och Infinity), november 2007
12. Immortal Desire (innehåller Destiny och Immortality), december 2007

### Fairies of Shara
1. Fairytale
2. Forever Enchanted